# ピレニアン・シープドッグ・ロングヘアード

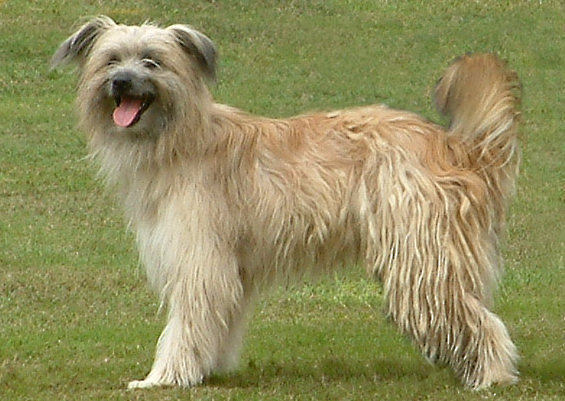

ピレニアン・シープドッグ・ロングヘアード（英: Pyrenean Sheepdog Long-haired）は、フランスのピレネー山脈原産の牧羊犬種のひとつである。別名はピレニアン・シェパード・ドッグ・ロングヘアード（英: Pyrenean Shephrd Dog Long-haired）、シャン・ド・ベルジェ・デ・ピレネーズ（英: Chien de Berger des Pyrenese）。
ピレニアン・シープドッグ・スムースフェイスドは、これの改良版の犬種である。

## 歴史
先祖は超古代犬種の一つで、紀元前7000年〜6000年ごろにクロマニヨン人によって飼育が行なわれていたのではないかともいわれている。このことに関しては、フランスの新石器時代の地層から本種の先祖の犬骨が発掘されたことにより裏付けられている。しかし、本種そのものがいつごろ犬種として成立したかははっきりとは分かっていない。およそ紀元元年前後ごろに誕生したものであると推定されているが、異説もあり決着はついていない。とはいえ、数ある仮説の中でもっとも新しい年代に誕生したとする説であっても13世紀に誕生したものであると見積もられているため、どちらにせよ本種が古代犬種であることに変わりはない。
主に牧羊犬として羊の誘導を行なうのに使われている。同地域原産のグレート・ピレニーズとコンビを組んで仕事を行い、本種が羊の管理・誘導（牧羊）、グレート・ピレニーズが羊の護衛（護畜）を行うような役割分担が設けられていた。
本種は専らピレネー山脈の作業犬として使われてきたが、第一次世界大戦が起こった際には小柄な体で賢いところを買われ、軍用犬として徴兵された。軍用犬としての任務は飛行機から地上へパラシュートをつけて降り立ち、特定の人物のもとへメッセージを伝える伝令犬、隠れた敵の軍人を探し出す偵察犬、ケガ人を探して救急箱を届け、本部にケガ人がどこにいるのかを伝える救護犬などとして働くことであった。然し、劣悪な飼育環境や苛酷な任務、主人から引き離されたストレスや敵軍の銃弾などによって多くの犬が命を落とし、第一次世界大戦の終結後は絶滅寸前の危機に追いやられてしまった。このため、第二次世界大戦が勃発した際には軍用犬として徴兵されることがなく、愛好家や羊飼いの手によって保護されて原産国外に疎開されるなどして生き残ることが出来た。
戦後はFCIにも公認犬種として登録され、牧羊犬としてだけでなくペットやショードッグとしても飼育が行なわれるようになった。だが、現在でも多くは実用犬として飼育されているものが多く、ペットやショードッグとして飼われているものは稀である。
フランス国外では希少な犬種であるが、近年日本にも輸入され、国内でもブリーディングが行なわれるようになった。2009年度の国内登録頭数順位は134位中124位で、日本でもまだかなり珍しい犬種の一つである。

## 特徴
コートは犬種名の通り長毛だが、コートタイプが2種類存在する。1つは顔まで伸びる長いコートに全身を包まれたロングヘア、もう1つはそれよりもコートは短いが、スムースフェイスド種より長めのゴートヘアである。毛色はフォーン、グレー、ブルー、ブラック、ブリンドル、ウイートン（小麦色）などで、これに顔の部分（耳やマズルなど）が黒い「ブラックマスク」や、ブラックのティッピングが入ったものもいる。耳は垂れ耳、尾はサーベル形の垂れ尾だが、かつては耳を丸く断耳して立ち耳にし、尾は短く断尾することもあった。胴はスムースフェイスド種に比べると長めである。脚は細く、引き締まった体つきをしていて、身体能力が高い。頭部は小さめで、マズルは少し短めである。体高は雄40〜48cm、雌38〜46cmで、体重は雌雄共に12kg前後の中型犬。性格は活発で明るく勇敢だが、警戒心が強くやや神経質である。新しい環境や見知らぬ人になじむのが苦手で、この性格のため第一次世界大戦の折には強いストレスを感じる犬が多かった。家族やその犬に対しては心優しいが、気に入らない場合は吠え立ててしまうこともあるので、家庭犬として飼育するには無駄吠えを抑えるしつけを行なっておくことが必要である。多頭飼いにもあまり向かないが、後輩犬よりも一番に愛情を注ぐことで無駄吠えや諸トラブルを避けることが出来る。運動量は普通で、かかりやすい病気は高温多湿の環境下で飼育した際に地肌が蒸れて起こりやすい皮膚疾患、コートが目に入って起こりやすい眼疾患などがある。